# Liste von Rebsorten/S
Legende, Erläuterungen und Quellen: Siehe Hauptartikel!
Hinweise zu Änderungen bzw. Ergänzungen siehe Diskussion.
| Rebsorte - wichtige Synonyme | VIVC | Bild | Verw.       | H.  | Spe.  | Abstammung                                                   | Zü.J. | ha 2016 | Anbauländer |
| --- | ---- | ---- | ----------- | --- | ----- | ------------------------------------------------------------ | ----- | ------- | --- |
| Sao Mamede - S. Mamede |      |      | WWT         | PRT |       |                                                              |       |         | Portugal |
| Sabrevois |      |      | WWT         | USA | I. C. | Elmer Swenson 283 × Elmer Swenson 193                        |       | 25      | USA |
| Sacy - Aligote Vert, Blanc de Pays, Blanc Moulin, Blanc Vert, |      |      | WWT         | FRA | V.Vi. | Heunisch Weiss × Pinot                                       |       | 8       | Frankreich |
| Sagrantino - Sagrantino di Montefalco, Sagrantino Rosso, |      |      | RWT         | ITA | V.Vi. |                                                              |       | 1.026   | Ungarn, Italien |
| Sankt Laurent - Sankt Laurent, Blauer Saint-Laurent, Chvartser, Laurenzitraube, Laurentztraube, Lorentstraube, Lorenztraube, Lovrenac Crni |      |      | RWT         | AUT | V.Vi. |                                                              |       | 3.272   | Deutschland, Ungarn, Österreich, Kanada, Tschechien, Slowakei |
| Saint-Pierre Doré - Cerceau, Epinette Blanc, Epinette Blanche, Firminhac |      |      | WWT         | FRA | V.Vi. | Heunisch Weiss × Friulano                                    |       | 0       | Frankreich |
| Salvador |      |      | WWT         | ESP |       |                                                              |       | 351     | Spanien, USA, Mexiko |
| Samarrinho |      |      | WWT         | PRT | V.Vi. |                                                              |       | 1       | Portugal |
| San Giuseppe Nero - Saint Joseph Noir, San Giuseppe Nero |      |      | RWT         | ITA | V.Vi. |                                                              |       | 192     | Italien |
| San Lunardo |      |      | WWT         | ITA | V.Vi. |                                                              |       | 4       | Italien |
| San Martino - I.P. 215, Pirovano 215, S. Martino |      |      | WWT, TT     | ITA | V.Vi. | Pirovano 57 × Muscat Of Alexandria                           | 1923  | 6       | Italien |
| San Michele - Dalmasso 11-34, I.D. 15/34, Incrocio Dalmasso Xv/34, Dalmasso 11-34, I.D. 15/34, Incrocio Dalmasso Xv/34, S. Michele |      |      | RWT         | ITA | V.Vi. | Chatus × Barbera Nera                                        | 1936  | 37      | Italien |
| Sanforte |      |      | RWT         | ITA | V.Vi. |                                                              |       | 0       | Italien |
| Sangiovese - Brunello, Brunello di Montalcino, Calabrese, Cardisco, Cordisio, Dolcetto Précoce, Nielluccio, Prugnolo Gentile, Sangioveto |      |      | RWT         | ITA | V.Vi. |                                                              |       | 73.464  | Anbauländer Chile, Ungarn, Rumänien, Frankreich, Brasilien, Tunesien, Italien, Türkei, USA, Argentinien, Südafrika, Australien, Kanada, Ethiopia, Neuseeland, Thailand |
| Santa Maria |      |      | WWT         | ITA | V.Vi. | Vernaccia di Oristano × Pensicato                            |       | 2       | Italien |
| Santarena - Santareno |      |      | RWT         | PRT | V.Vi. | Muscat Hamburg × Castelao                                    |       | 724     | Portugal |
| Santoal |      |      | WWT         | PRT | V.Vi. |                                                              |       | 4       | Portugal |
| Sao Saul |      |      | RWT         | PRT | V.Vi. |                                                              |       |         | Portugal |
| Saorin |      |      | WWT         | ITL | V.Vi. |                                                              |       |         | Italien |
| Sapena - Mzwane |      |      | WWT         | GEO | V.Vi. |                                                              |       |         | |
| Saperavi Severnyi - Saperawi du Nord, Saperavi Severni, |      |      | RWT         | RUS | I. C. | Severnyi × Saperavi                                          | 1947  | 325     | Moldawien, Russische Föderation |
| Saperavi - Didi Saperawi, Patara Saperawi, Saperaibi |      |      | RWT, TT     | GEO | V.Vi. |                                                              |       | 6.478   | Moldawien, Ukraine, Russische Föderation, Kasachstan, Georgien |
| Saphira |      |      | WWT         | DEU | V.Vi. | Arnsburger × Seyve Villard 1- 72                             | 1978  | 8       | |
| Sarba |      |      | WWT         | ROU | V.Vi. | Welschriesling × Muscat Hamburg                              |       | 266     | Rumänien |
| Satin Noir |      |      | WWT         | CHE | V.Vi. | Cabernet Sauvignon, nicht näher bekannter Resistenzpartner   |       |         | |
| Sauvignac |      |      | WWT         | CHE | V.Vi. | Sauvignon × Riesling, nicht näher bekannter Resistenzpartner |       | 2       | Deutschland, Schweiz |
| Sauvignon Blanc - Blanc Fumé, Sauvignon Jaune, |      |      | WWT         | FRA | V.Vi. |                                                              |       | 124.700 | Anbauländer Spanien, Chile, Deutschland, Ungarn, Vereinigtes Königreich, Moldawien, Ukraine, Rumänien, Frankreich, Russische Föderation, Schweiz, Brasilien, Portugal, Italien, Türkei, USA, Argentinien, Griechenland, Uruguay, Südafrika, Burma, Australien, Österreich, Kanada, China, Kroatien, Tschechien, Israel, Mexiko, Neuseeland, Slowakei, Slowenien |
| Sauvignon Gris - Fié, Sauvignon Rose, Surin Gris, |      |      | WWT         | FRA | V.Vi. |                                                              |       | 697     | Chile, Frankreich, Schweiz, Brasilien, Argentinien, Uruguay |
| Sauvin |      |      | WWT         | AUT | I. C. | Seyve Villard 12.375 × Sauvignon Blanc                       |       |         | |
| Savagnin Rose |      |      | WWT         | FRA | V.Vi. |                                                              |       | 883     | Deutschland, Frankreich |
| Savagnin Blanc - Traminer, Servoignier, Servoyen Blanc, Servoyen Blanc, Svenie, Tokayer, Tramin, Tramin Biely, Tramin Bily, Traminac Beli, Traminer Alb Auriu, Traminer Blanc |      |      | WWT         | CHE | V.Vi. |                                                              |       | 2.267   | Ungarn, Rumänien, Frankreich, Russische Föderation, Schweiz, Argentinien, Australien, Kanada, Kroatien, Slowenien |
| Savatiano - Savvatiano |      |      | WWT         | GRC | V.Vi. | Roditis × Karystino                                          |       | 10.268  | Griechenland |
| Scheurebe - S88, Sämling 88, Scheu 88, Scheu, Dr. Wagnerrebe, |      |      | WWT         | DEU | V.Vi. | Riesling Weiss × Bukettrebe                                  | 1916  | 1.626   | Deutschland, Ungarn, Vereinigtes Königreich, Schweiz, Österreich, Neuseeland |
| Schiava Bianca - Schiava |      |      | WWT         |     |       |                                                              |       | 516     | Italien |
| Schiava Gentile - Blauer Urban, Buona in Casa, Frankenthal, Gemeiner Vernatsch, Kleinvernatsch, Margellana, Matta, Mittelvernatsch, Mitterbernatsch, Mittervernatsch, Montorfano, Olivette, Patriarca, Prevedessa, Prevedone, Roter Vernatsch, Rother Vernatsch, Rothervernatsch, Rotwelscher, Schiava Media |      |      | RWT         | ITA | V.Vi. |                                                              |       | 165     | Italien |
| Schiava Grigia - Grau Vernatsch, Grauer, Graur, Grauvernatsch, Vernatsch Grau, Vernatsch Grauer |      |      | RWT         | ITA | V.Vi. |                                                              |       | 4       | Italien |
| Schiava Grossa - Trollinger, Blauer Trollinger, |      |      | RWT, TT     | ITA | V.Vi. |                                                              |       | 2.256   | Deutschland, Italien |
| Schioppettino - Pocalza, Ribolla Nera, Schioccoletto, Schiopetino, Schioppettino, |      |      | RWT         | ITA | V.Vi. |                                                              |       | 87      | Italien |
| Schönburger |      |      | WWT, TT     | DEU | V.Vi. | Pinot Noir × Pirovano 1                                      | 1939  | 35      | Deutschland, Vereinigtes Königreich, Brasilien, Kanada |
| Schwarzer Muskateller - Schmeckende Schwarz, Schwarze Schimeckende, Schwarzer Muskateller, Schwarzer Weihrauch, Tamaioasa Vanata de Bohotin, Weihrauch Schwarz, Moscatel Galego Tinto |      |      | RWT, TT     | GRC | V.Vi. |                                                              |       |         | |
| Schwarzer Oberlin - Oberlin Noir, Oberlin 595 |      |      | RWT         | FRA | I. C. | Riparia Millardet × Gamay Noir                               |       |         | |
| Schwarzriesling - Pinot Negro, Plant de Brie, Plant Meunier, Plant Munier, Schwarzer Riesling, Schwarzriesling |      |      | RWT         | FRA | V.Vi. |                                                              |       |         | |
| Sciaccarello |      |      | RWT, TT     | ITA | V.Vi. |                                                              |       |         | |
| Sciaglin |      |      | WWT         | ITA | V.Vi. |                                                              |       | 359     | Italien |
| Sciascinoso - Avellinese, Cascolo, Cascolone, Foscopeloso, Livella, |      |      | RWT         | ITA | V.Vi. |                                                              |       | 93      | Italien |
| Scuppernong - American Muscadine, Big White Grape, Bull, Bullace, Bullet, |      |      | WWT, TT     | USA | Mus.  |                                                              |       | 27      | USA |
| Seara Nova |      |      | WWT         | PRT | V.Vi. | Diagalves × Fernao Pires                                     |       | 471     | Portugal |
| Segalin |      |      | RWT         | FRA | V.Vi. | Jurancon Noir × Portugieser Blau                             | 1957  | 61      | Frankreich |
| Seibel 10868 - Seibel Blanc |      |      | WWT         | FRA | I. C. | Seibel 5163 × Seibel 5593                                    |       | 0       | Frankreich, Brasilien, Neuseeland |
| Seibel White |      |      |             |     |       |                                                              |       | 0,1     | Frankreich |
| Seinoir |      |      | RWT         | FRA | I. C. | Seibel 5163 × Seibel 880                                     |       | 50      | Frankreich |
| Select |      |      | WWT, TT     | ROU | V.Vi. | Bicane × Dattier de Beyrouth = Afuz Ali                      | 1957  | 7       | Rumänien, Frankreich |
| Semebat |      |      | RWT         | FRA | V.Vi. | Baroque × Cot                                                | 1956  | 1       | Frankreich |
| Semidano - Migiu, Mizu, Semidana Bianca |      |      | WWT         | ITA | V.Vi. |                                                              |       | 34      | Italien |
| Sémillon - Saint Semillon, Sauternes, Semijon, Semilao, Semilhao, Semilion, Semillon Bianco, Semillon Bijeli, Semilion, Semilao, Semigion |      |      | WWT         | FRA | V.Vi. |                                                              |       | 18.693  | Anbauländer Chile, Ungarn, Rumänien, Frankreich, Russische Föderation, Schweiz, Brasilien, Portugal, Italien, Türkei, USA, Argentinien, Griechenland, Uruguay, Südafrika, Australien, Kanada, China, Neuseeland |
| Sennen |      |      | RWT         | ITA | V.Vi. | Merlot × Teroldego                                           |       | 2       | Italien |
| Septimer - Alzey 3952 |      |      | WWT         | DEU | V.Vi. | Gewürztraminer × Müller-Thurgau                              | 1927  |         | Deutschland |
| Serbina |      |      | RWT         |     | V.Vi. |                                                              |       | 6       | Italien |
| Sercial - Esganoso |      |      | WWT         | PRT | V.Vi. |                                                              |       | 85      | Portugal |
| Sercialinho - Sercialinho, Cercial |      |      | WWT         | PRT | V.Vi. | Vital × Alvarinho                                            |       | 4       | Portugal |
| Serna |      |      | TT          | ARG |       | Moscatel Rosado × Cardinal × Sultanina                       |       | 10      | Argentinien |
| Servanin - Servagnien, Servagnien Des Avenieres, Servagnin, Servanien |      |      | RWT         | FRA | V.Vi. |                                                              |       |         | |
| Servant - Gros Vert, Nardin, Nonay, Saint Jeannet, Servan, Servan Blanc de Grece, Servan de lHerault, Servan Grond |      |      | WWT, TT     | FRA | V.Vi. | Wildbacher de Hongrie × Achladi                              |       | 138     | Frankreich, Südafrika |
| Sevilhao |      |      | RWT         | PRT | V.Vi. |                                                              |       | 4       | Portugal |
| Seyval Blanc - Fresco, Seival, Seyval Blanc, Seyve Villard 5-276 |      |      | WWT         | FRA | I. C. | Seibel 5656 × Rayon dOr                                      |       | 2.699   | Vereinigtes Königreich, Rumänien, Frankreich, Schweiz, USA, Kanada |
| Seyve Villard 23- 512 - S.V. 23-512, Seyval |      |      | WWT         | FRA | I. C. |                                                              |       | 28      | Kanada |
| Sgavetta - Lambrusco Sgavetta, Schiradzuoli Blanc, Sganetta, Sgnanetta |      |      | RWT         | ITA | V.Vi. |                                                              |       | 46      | Italien |
| Shiroka Melnishka - Shiroka Melnishka |      |      | RWT         | BGR | V.Vi. |                                                              |       | 1.205   | Bulgarien |
| Sicilien - Shiroka Melnishka Loza |      |      | WWT, TT     | FRA | V.Vi. | Bicane × Pascal Blanc                                        |       | 5       | Frankreich |
| Siegerrebe - Sieger |      |      | WWT, TT     | DEU | V.Vi. | Madeleine Angevine × Gewürztraminer                          | 1929  | 102     | Deutschland, Vereinigtes Königreich, Kanada |
| Silcher |      |      | WWT         | DEU | V.Vi. | Kerner × Silvaner Grün                                       | 1951  | 1       | Deutschland |
| Silvaner Blau - Blauer Silvaner, Sylvaner(At, Nz, Fr, Au, El, Ch, Uk, Br, Ca), Sylvaner Verde, Silvanac Zeleni, Zold Szilvani, Rhin, Silvanske Zelene, Sylvanske Zelene |      |      | RWT         | DEU | V.Vi. |                                                              |       | 38      | Deutschland |
| Silvaner Grün - Silvaner, Sylvaner(At,Nz,Fr,Au,El,Ch,Uk,Br,Ca),Sylvaner Verde, Silvanac Zeleni, Zold Szilvani, Rhin, Silvanske Zelene, Sylvanske Zelene |      |      | WWT         | AUT | V.Vi. | Savagnin = Traminer × Österreichisch Weiss                   |       | 6.072   | Anbauländer Deutschland, Ungarn, Moldawien, Frankreich, Schweiz, Brasilien, Italien, Argentinien, Griechenland, Österreich, Kanada, Kroatien, Tschechien, Neuseeland, Slowakei |
| Silvaner Rot - Sylvaner(At,Nz,Fr,Au,El,Ch,Uk,Br,Ca),Sylvaner Verde, Silvanac Zeleni, Zold Szilvani, Rhin, Silvanske Zelene, Sylvanske Zelene |      |      | WWT         | AUT | V.Vi. |                                                              |       | 25      | Rumänien |
| Siria - Alva, Alva Branco, Alvadorao, Alvadourao, Alvadurao, Alvadurao do Dão, Boal, Codega |      |      | WWT         | PRT | V.Vi. |                                                              |       | 7.037   | Spanien, Portugal |
| Sirio - Dalmasso 10-12, I.D. 10/12, Incrocio Dalmasso X/12 |      |      | WWT         | ITA | V.Vi. | Verdiso × Madeleine Royale                                   | 1938  | 5       | Italien |
| Sirius |      |      | WWT         | DEU | V.Vi. | Bacchus Weiss × Villard Blanc                                | 1964  | 1       | Deutschland |
| Skrlet - Kanigl Grüner, Osukac, Ovinek Slatki, Ovnek Zuti, Skrlec, Skrlet Bijeli |      |      | WWT         | HRV | V.Vi. |                                                              |       | 61      | Kroatien |
| Slankamenka Bela - Feher, Feher Szlanka, Feher Szlankamenka, Feherszlanka, Krantia, Madarka, Madarusa, Madjarka |      |      | WWT         | SRB | V.Vi. | Balint Weiss × Razachie Rosie                                |       | 23      | Rumänien, Kroatien |
| Solaris |      |      | WWT         | DEU | V.Vi. | Merzling × Geisenheim 6493                                   | 1975  | 118     | Deutschland, Vereinigtes Königreich, Schweiz |
| Somarello Rosso - San Nicola, Somarello, Somariello |      |      | RWT, TT     | ITA | V.Vi. |                                                              |       | 2573    | Italien |
| Soperga |      |      | RWT         | ITA | V.Vi. | Chatus × Barbera Nera                                        | 1937  | 17      | Italien |
| Sousão - Sousao de Comer |      |      | RWT         | PRT | V.Vi. |                                                              |       |         | |
| Souvignier Gris - Souvignier gris |      |      | WWT         | DEU | V.Vi. | Cabernet Sauvignon × Bronner                                 | 1983  | 3       | |
| Sovereign Opal |      |      | WWT         | CAN | I. C. | Golden Muscat × Marechal Foch                                |       | 3       | Kanada |
| Spergola - Spergolina, Spergolinais |      |      | WWT         | ITA | V.Vi. |                                                              |       | 115     | Italien |
| St. Croix - St Croix |      |      | RWT, TT     | USA | I. C. | Elmer Swenson 193 × Elmer Swenson 283                        |       | 45      | USA |
| St. Georgen |      |      | WWT         | AUT | V.Vi. |                                                              |       |         | |
| St. Laurent |      |      | RWT         | FRA | V.Vi. |                                                              |       |         | |
| St. Pepin - St Pepin |      |      | WWT         | USA | I. C. | Elmer Swenson 114 × Seyval                                   |       | 37      | USA |
| Staufer |      |      | WWT         | DEU | V.Vi. | Bacchus Weiss × Villard Blanc                                | 1964  | 1       | Deutschland |
| Stavroto |      |      | RWT         | GRC | V.Vi. |                                                              |       | 0       | Griechenland |
| Stephanie - Stefanie |      |      | TT          | DEU | I. C. | Zala Gyoengye x Perlette                                     |       |         | |
| Stepnyak - Stepniak |      |      | WWT, TT     | RUS | I. C. | Getsh × Amurskii × Sibirkovyi                                | 1953  | 144     | Russische Föderation |
| Steuben |      |      | TT          | USA | I. C. | Wayne × Sheridan                                             | 1925  | 35      | USA |
| Storgoziya - Storgozia |      |      | RWT, TT     | BGR | I. C. | Bouquet × Villard Blanc                                      | 1976  | 295     | Bulgarien |
| Sugrafive - Sugra Five |      |      | TT          | USA | V.Vi. |                                                              |       | 0       | Spanien |
| Sukholimanskii Belyi - Sukholimanskiy Bely |      |      | WWT         | UKR | V.Vi. | Chardonnay × Plavay                                          | 1949  | 405     | Moldawien, Ukraine, Russische Föderation |
| Sulima - Inra Bx 8375, Sulima Blanche |      |      | TT          | FRA | I. C. | Verdelet × Sultanina                                         | 1966  | 0       | Frankreich |
| Sultanina - Sultanina Bijela, Sultanine, Sultanine Bijela, Sultanine Blanche, Sultaniye, Sultaniye Kinalyi, Sultany, Summit, Szultan Szoelloe, Szultan Szoeloe, Szultania, Tchekirdeksis, Tchekirdeksiz Uzum, Thompson Seedless, Tompson Sidles, Tsimpimpo, Uva de Passa, Wuhebai                            |      |      | WWT, TT, RT | TUR | V.Vi. |                                                              |       | 3413    | Peru, Frankreich, Türkei, Australien, Zypern, Ethiopia, Mexiko |
| Sumoll - Vijiriego Negro |      |      | RWT         | ESP | V.Vi. |                                                              |       | 16      | Spanien |
| Superior Seedless |      |      | TT          | USA | V.Vi. | Cardinal x unbekannter kernloser Sorte                       |       | 9       | Peru, Argentinien |
| Suscan - Carno Grozje, Sansigot, Shushkan, Souchtan, Souitchan, Sousatchko, Sujcan, Susacke, Suscan Crni, Tcharno, Tvardo Grozje |      |      | RWT         | YUG | V.Vi. |                                                              |       | 5       | Kroatien |
| Susumaniello - Somarello Nero |      |      | RWT         | ITA | V.Vi. | Uva Sogra × Garganega                                        |       | 8       | Italien |
| Swenson Red |      |      | WWT, TT     | USA | I. C. | Minnesota 78 × Rubilande                                     | 1968  | 10      | USA |
| Symphony - Davis S15-58 Oder California S15-58 |      |      | WWT         | USA | V.Vi. | Muscat Of Alexandria × Garnacha Roja                         | 1940  | 647     | USA |
| Syrah - Shiraz Oder Balsamia, Moustrou, Madiran, Harriague, Bordeleza, Tannat Noir, Shiraz, Syrach, Sirach, Chirac |      |      | RWT         | FRA | V.Vi. | Mondeuse Blanche × Dureza                                    |       | 181.185 | Anbauländer Spanien, Peru, Chile, Ungarn, Rumänien, Frankreich, Schweiz, Portugal, Algerien, Tunesien, Italien, Türkei, USA, Argentinien, Griechenland, Uruguay, Südafrika, Burma, Australien, Österreich, Kanada, China, Kroatien, Zypern, Mexiko, Neuseeland, Thailand                                                                                        |